# E-2 호크아이
E-2 호크아이(영어: Northrop Grumman E-2 Hawkeye)는 노스롭 그루먼사가 제작한 미 해군용 함재 조기경보통제기로 해군 항공모함용 전천후 조기경보기로 쌍발 터보프롭 엔진을 장착하며 별명은 '매의 눈'이라는 뜻의 호크아이(Hawkeye). 무장은 전혀 없으며, 총 5명이 탑승한다. 미 해군, 프랑스 해군, 중화민국(대만) 공군 등에서 운용되고 있다.
주요 특징으로 E-2 호크아이를 개량한 가장 최신 발전형인 E-2D는 통합전술무선시스템(MIDS-JTRS)이 지원하는 CEC 네트워크의 TTNT(Tactical Targeting Network Terminal:전술 타게팅 네트워크 터미널)를 통해 SM-6와 같은 무장을 원거리에서 원격으로 유도해 줄 수 있다. 이로써 해군 함정들은 굳이 센서로 목표를 직접 탐지하지 않고 E-2D의 표적 정보만으로 지구 곡면 현상이나 지형 문제 등으로 수상함의 레이다로는 탐지가 불가능한 초수평선상의 고속 공중 목표물과 교전할 수 있게 되었다. 이를 NIFC-CA(해군 통합 방공 화기 관제) 라고 한다.

## 상세
쌍발 프로펠러 항공기로 덩치에 비해 거대한 레이다가 장착이 되어있는 것이 외견상의 특징으로 1960년 최초 시제기가 비행하였으며, 1964년부터 본격 도입되어 이듬해에는 베트남 전쟁에도 참전한 장기간 운용한 기체이다. 사실 항공모함에서 운용할 수 있는 항공기에는 많은 제약이 따르다보니 새로운 항공기를 개발하기도 어려워서 어쩔 수 없는 영향으로 추정된다.
C-2 그레이하운드 기체에 원반형 레이다를 탑재하고 해군 전술 정보 시스템(NTDS)에 링크하여 탐지 데이터를 실시간으로 전송할 수 있다. C-2 그레이하운드 수송기 항목을 보면 알겠지만 수송기에서 조기경보기로 개조되는 일반적인 단계와 반대로 오히려 조기경보기 E-2에서 수송기 C-2로 넘어갔다.
E-2는 애초에 해상용으로 개발된 기체라 굴곡이 없는 해상을 감시하기 위한 레이다를 탑재하는 관계로, 노이즈가 많은 지상을 관측할 경우 제약이 따른다. E-3나 E-737같은 기종에 비해 파장이 긴 전파를 사용하므로 굴곡이 없는 바다에서는 큰 문제가 되지 않고 탐지거리를 늘릴수 있지만, 지상에서는 난반사 속에서 대상을 정확히 파악하기가 어렵다. 따라서 섬나라인 대만, 일본과 사막에 위치한 이스라엘 같은 경우나 제대로 쓸 수 있고, 일반적인 공군이 쓰는 건 힘들다. 대한민국같이 산도 많은 나라라면 특히. E-X 사업 당시 대한민국 공군은 E-2의 이런 점 때문에 애초에 고려 대상에서 제외했다고 한다. 하지만 최신형인 E-2D에서 대 탄도탄 추적 능력을 획득하게 되어 BMD 강화에 몰두하고 있는 일본이 E-2D를 도입하자 역시 BMD 구축을 시작하고 있는 우리나라에서도 아직 탄도탄 추적능력이 없는 E-737 대신 E-2D를 추가 도입하자는 주장이 거세지고 있다.
사실 E-2는 좁은 항공모함에서 운용하기 위해서 크기를 최대한 줄이다 보니 레이다 조작요원은 3명만 탑승하여 종종 비교되는 E-3 등에 비하면 지휘/관제능력 자체는 떨어진다. 하지만 그나마 E-2 정도 되는 크기의 항공기 운용도 여러 가지 상황으로 어려운 영국이나 러시아, 중국, 인도, 이탈리아, 스페인 등의 항공모함들은 아예 어느 정도 크기가 되는 헬리콥터에 대형 레이다를 탑재한 조기경보 헬기를 운용 중이다. 미국처럼 항공모함 함재기로 호크아이를 운용하는 국가는 현재로서는 프랑스가 유일하다.
KC-767 등의 공중급유기를 통한 급유가 가능하여 유사시 체공시간을 더 늘릴 수 있다.

## 운용국
•미국
미 해군과 미 해안경비대에서 운용 중이다. 미 해군은 78기의 E-2C/D를 운용하고 있으며 추가로 45기의 호크아이가 인도될 예정이다. 아래는 운용 항공단 목록이다.
VAW-112 (Golden Hawks, CVN-74), VAW-113 (Black Eagles), VAW-115 (Liberty Bells), VAW-116 (Sun Kings, CVN-71), VAW-117 (The Wallbangers), VAW-120 (Greyhawks), VAW-121 (Bluetails, CVN-72), VAW-123 (Screwtops, CVN-69), VAW-124 (Bullseye Hummers, CVN-77), VAW-125 (Torch Bearers), VAW-126 (Seahawks, Naval Station Norfolk), VX-20 (Naval Air Station Patuxent River)
VAW-112부터 126까지는 전부 항모 조기 경보 비행단 및 육상 해군 비행부대 소속이며, 마지막은 제20 항공 테스트 및 평가 비행단이다.
•프랑스
샤를 드 골급 항공모함에서 E-2C Hawk eye 2000 3기 운용, 2028년까지 E-2D로 대체 예정.
•이스라엘
1978년 4기 수입해 운용, 2004년 자국산 조기경보기 G550을 획득하면서 3기를 멕시코 해군에 매각, 1기는 박물관에 전시용으로 보관
•멕시코
2004년 이스라엘로부터 도입, 이스라엘 항공산업 IAI가 자체 업그레이드 진행
•중화민국(대만)
1995년 E-2T라는 명칭으로 도입, 2013년 E-2K라는 이름으로 자체 업그레이드 진행
•이집트
1987년 5기 도입
•싱가포르
1987년 4기 도입

## 파생형
W2F-1E-2 호크아이의 원형. 1962년 E-2A라는 명칭으로 교체
E-2A초기생산형. AN/APS-96 or 111 레이다 탑재, 370km 탐지가능
TE-2AE-2A 2기를 승무원 훈련용으로 전환한 기체
YC-2AE-2A 2기를 C-2 그레이 하운드 프로토타입으로 전환한 기체
YE-2CE-2A 2기를 E-2C 프로토타입으로 전환한 기체
E-2B아날로그 컴퓨터를 디지털화.
E-2C1971년부터 생산된 모델. 1994년까지 개선/개량되어 그룹 0, 1, 2, 호크아이 2000으로 분류
- 그룹 0 - 초기는 APS-120, 1978년부터는 APS-125, 1984년부터는 APS-138 레이다로 교체
- 그룹 1 - 엔진을 T56-A-427로 교체, APS-139 레이다를 탑재
- 그룹 2 - APS-145 레이다를 탑재. 신형 ESM 장비 AN/ALQ-217 탑재, 560km 탐지 2000개 목표 동시 추적가능
- 그룹 2 Plus - 항전장비, GPS 개량
- 호크아이 2000 - 신형 항법 컴퓨터와 자동 조종 성능 강화, 새로운 복합재 8장형 프로펠러 블레이드(NP2000), 통합전술정보전달시스템(JTIDS), Link 16, AN/USG-3 공동 교전 전송 처리 세트 탑재 CEC 대응, 록히드마틴의 신형 콘솔 탑재(20인치 액정 디스플레이)

E-2D Advanced Hawkeye엔진을 427A형으로 개량, AN/APY-9 AESA 레이다 탑재(UHF 대역), 조종석 글래스 콕핏, 기체 내부 기기 전선 광섬유로 변경, AN/USQ-190 통합전술무선시스템(MIDS-JTRS) 탑재 NIFC-CA 대응, 스텔스 탐지, 탄도탄 탐지추적 가능, APS-145와 비슷한 탐지거리를 가지나 탐지가능고도 및 정밀도 확대로 실질 탐지범위 250% 증가

## 제원(E-2C)
- 승무원: 5 (조종사 2명, 관제사 3명 - 전투정보관, 공중통제사, 레이다 운영자)
- 길이: 57 ft 7 in (17.56 m)
- 날개폭: 80 ft 7 in (24.58 m)
- 높이: 18 ft 4 in (5.58 m)
- 날개 넓이: 700 ft² (65 m²)
- 공 중량: 37,678 lb (17,090 kg)
- 적재 중량: 55,000 lb (23,391 kg)
- 최대이륙중량: 55,000 lb (23,391 kg)
- 엔진: 2× Allison T56-A-425 or -427 turboprop, 5100 shp (-427) (3,800 kW) each

### 성능
- 최고속도: 375 mph (604 km/h)
- 항속거리: 1,605 mi (2,583 km)
- 실용 상승 한도: 30,800 ft (9,390 m)
- 상승률: 2,515 ft/min (13 m/s)
- 날개 적재율: 72.7 lb/ft² (355 kg/m²)
- Power/mass: 0.19 hp/lb (0.32 kW/kg)
- 레이다 : AN/APS-145 레이다

## 같이 보기
- C-2 그레이하운드
- E-3 센트리
- 보잉 E-767